# Byzantský ritus

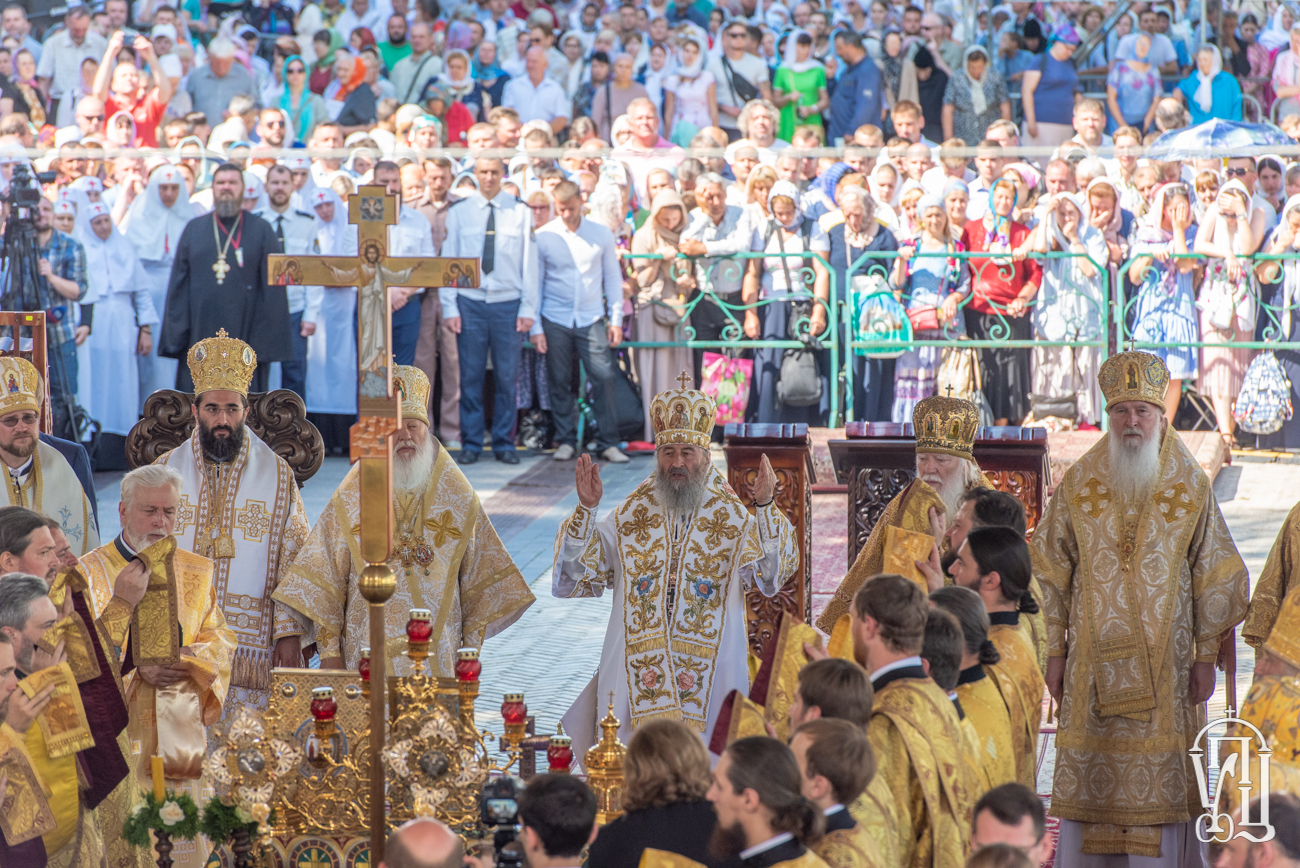
Pravoslavná bohoslužba v byzantském ritu (Božská liturgie svatého Jana Zlatoústého)

Byzantský ritus nebo řecký ritus je jeden z devíti východních ritů v křesťanství. Užívají jej východní pravoslavné církve a některé východní katolické církve (ty jsou pak nazývány řeckokatolické).

## Hlavní schéma rozdělení
Bohoslužby dělíme na:
1. eucharistické bohoslužby

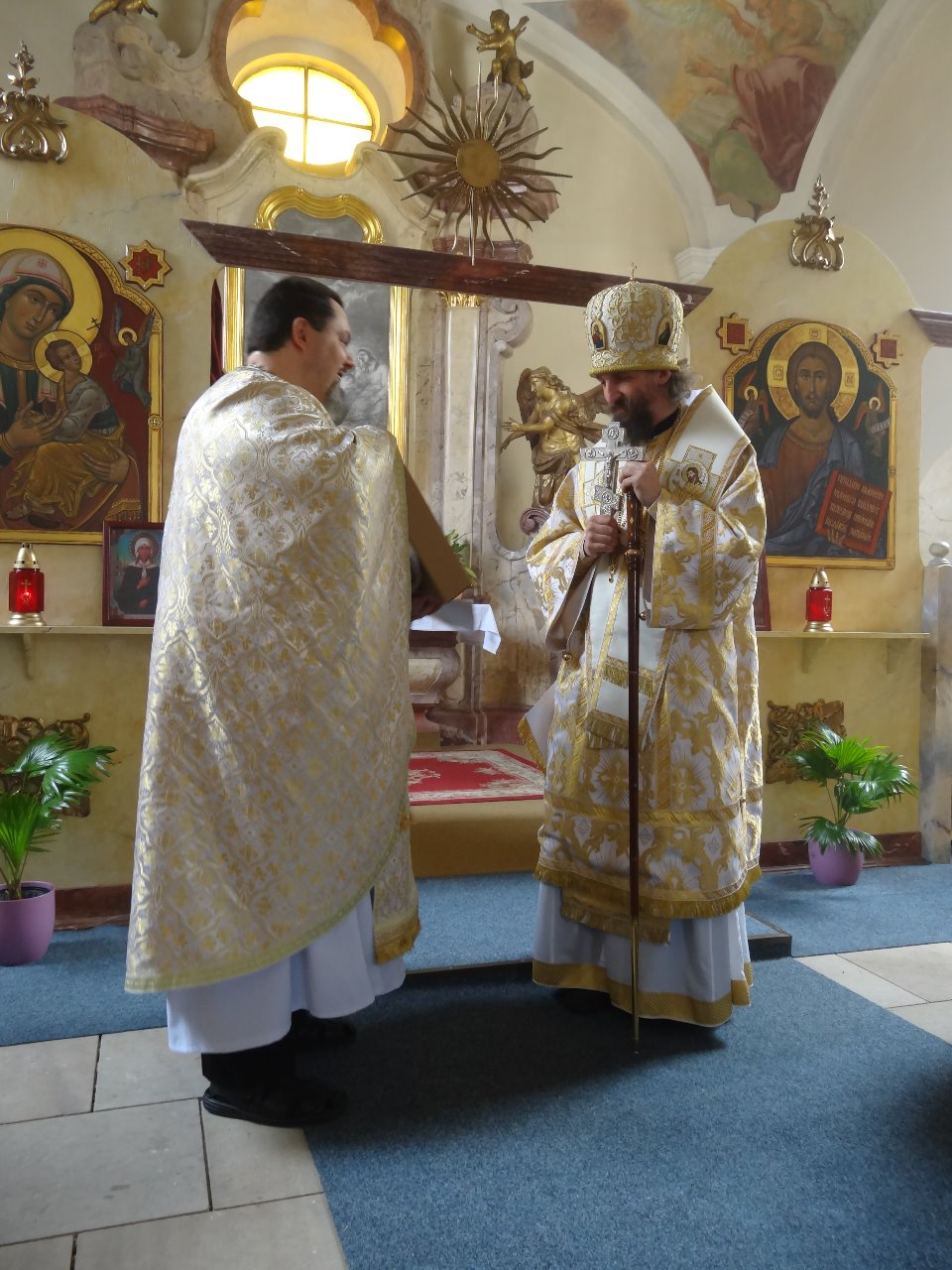
Pravoslavní duchovní v liturgickém oděvu (Zprava Arcibiskup Jáchym s žehnacím křížem a farář Miroslav Šantin v Chrámu sv. Josefa v Roudnici)

2. neeucharistické bohoslužby denního kruhu
3. další bohoslužby

### Eucharistické bohoslužby
1. Božská liturgie sv. Jana Zlatoústého
2. Božská liturgie sv. Basila Velikého
3. Božská liturgie předem posvěcených darů (slouží se v postní době ve všední dny ve spojení s večerní bohoslužbou)
4. Božská liturgie sv. Jakuba, bratra Páně

V některých případech je stanoveno konat Božskou liturgii spojenou v jeden celek s večerní bohoslužbou.

### Neeucharistické bohoslužby denního kruhu
- Večerní (v rámci západního křesťanství jsou obdobou tzv. nešpory)
- Povečeří
- Půlnočnice (na Západě je obdobou tzv. vigilie)
- Jitřní (na Západě jsou obdobou tzv. ranní chvály)
- Hodinka první (vztahuje se k 6. hodině ranní, na Západě zvaná prima)
- Hodinka třetí (vztahuje se k 9. hodině ranní, na Západě zvaná tercie)
- Hodinka šestá (vztahuje se k poledni, na západě zvaná sexta)
- Hodinka devátá (vztahuje se ke třetí hodině odpolední, na západě zvaná nona))
- Dále to je „obědnice“ (koná se místo liturgie)

Před svátky se koná tzv. všenoční bdění – jedná se o večerní propojenou s jitřní v jeden celek (v praxi západní církve existuje coby obdoba tzv. vigilie)

### Další bohoslužby
- Treby – obřady svatých Tajin křtu, sňatku, zpovědi apod., pohřeb, panychida; obřady požehnání, svěcení různých předmětů, modlitby k událostem v roce atd.
- Akathisty, pobožnosti (tzv. molebny)

## Základní bohoslužebné knihy
Kněz používá příručku služebník, která obsahuje postup bohoslužeb z hlediska kněze. (Nebo v případě křtu, svatby, pohřbu, posvěcování apod. obřadů používá Trebník.)
Věřící (žalmista) používá ke složení každé bohoslužby několik knih:
Časoslov (obsahuje modlitby hodinek během dne, obdobou v západní církvi je breviář)
Oktoich – osmihlasník – je rozdělen na osm kapitol, jimž se říká hlasy, a každá kapitola má podkapitoly pro sedm dní v týdnu. Každý týden panuje jeden z osmi hlasů, které se stále střídají podle pořadí za sebou. Nový hlas začíná vždy v sobotu večer. Obsahem oktoichu je hlavně oslava Ježíše Krista – zvláště neděle je v každém hlasu oslavou Kristova vzkříšení. S každým hlasem jsou spojeny určité melogie bohoslužebných zpěvů.
Minea – pro každý den v roce je určena jedna kapitola, obsahující hymny oslavující a vzývající svaté, kteří mají podle kalendária ten den památku.
Triod postní – obsahuje hymny používané v období přípravy na velký půst a v době velkopostní.
Triod květný – obsahuje hymny pro období paschální a dobu padesátnice (50 dnů od Paschy do svatodušních svátků).
Někdy má žalmista výběr ze všech potřebných liturgických knih v příručce zvané prostě sborník.
Pravidla stanovující, jak skládat byzantskou bohoslužbu (tj. který hymnus v daný den vzít z které knihy a kam jej zařadit) jsou dosti složitá, říká se jim typikon a jsou popsaná v knize téhož jména.
Liturgický den začíná předvečerem (tj. večerní bohoslužbou předcházející den).